# Wstyd (powieść)
Wstyd – (ang. Shame) – trzecia powieść Salmana Rushdiego, opublikowana w 1983 roku.
Podobnie do większości prac Rushdiego, książka napisana jest w stylu realizmu magicznego. Przedstawia ona w rozpoznawalny sposób życie bohaterów pakistańskiej sceny politycznej: Zulfikar Ali Bhutto (Iskander Harappa) i generała Muhammada Zia ul-Haga (generał Raza Hyder) oraz ich wzajemne relacje. Ponadto w powieści rozważane są związki między przemocą i wstydem. Problem wstydu i bezwstydności zgłębiany jest retrospektywnie przez postacie Sufiya Zinobi i Omara Khayyama. Pomimo zmiany nazwisk i umieszczenia akcji w realiach XIV wieku książka wywołała skandal polityczny.
Została wyróżniona nominacją do Nagrody Bookera oraz nagrodą Prix du Meilleur Livre Etranger.